# Villebernier
 Villebernier  es una población y comuna francesa, en la región de Países del Loira, departamento de Maine y Loira, en el distrito de Saumur y cantón de Allonnes (Maine y Loira).

## Demografía
| 1097 | 1137 | 1162 | 1245 | 1306 | 1349 |
| Para los censos de 1962 a 1999 la población legal corresponde a la población sin duplicidades (Fuente: INSEE [Consultar]) |      |      |      |      |      |